# 7618 Ґотоюкічі
7618 Ґотоюкічі (7618 Gotoyukichi) — астероїд головного поясу, відкритий 6 січня 1997 року.
Тіссеранів параметр щодо Юпітера — 3,340.